# インパルス (ローラーコースター)
インパルス (英語: Impulse)は、アメリカ合衆国ペンシルベニア州エリスバーグのノエベルス・アミューズメント・リゾートにある鋼製のローラーコースターである。ドイツのジーラー社が製造を担当し、2015年に稼働を開始した。ワールウィンド（Whirlwind, つむじ風）が稼働を中止して以来となるローラーコースターである。2015年では、価格が一番高かったローラーコースタだった。
搭乗者はラップバーで足や胴体などの身体を固定される。ローラーコースターを降りた後、搭乗者は搭乗中に撮られた写真を購入することができる。